# Habsburško-turski rat 1788. – 1791.
Habsburško-turski rat 1788. – 1791., oružani sukob između vojnih snaga Habsburške Monarhije i Turskog Carstva na području jugoistočne Europe. Počeo je 1788. godine, nakon što se razbuktao Rusko-turski rat (1787. – 1792.), a Habsburška Monarhija bila je od ranije (1781.) ruski saveznik. Vojne operacije vodile su se od središnje Hrvatske (u ono vrijeme Hrvatske vojne krajine) na zapadnom dijelu fronte pa sve do Vlaške na istoku.
Taj je rat bio šesti po redu među većim vojnim sukobima između Habsburške Monarhije i osmanskih osvajača otkako su potonji došli u dodir sa zemljama pod upravom Habsburgovaca. U nekoliko godina rata su na teritoriju Hrvatske jake habsburške trupe, u sklopu kojih je bio značajan dio hrvatskih postrojbi, poduzele nekoliko vojnih operacija u kojima je oslobođeno značajno područje Like, Korduna i Banovine. U sastav Hrvatske vraćeni su Drežnik, Cetingrad, Donji Lapac, Srb i još neka mjesta.
Potkraj rata su se u tijek događaja uključile neke europske sile (Pruska, Velika Britanija), koje nisu izravno sudjelovale u vojnim operacijama, ali su pritiskom i zakulisnim diplomatskim igrama utjecale da je Habsburška Monarhija pristala na mirovne pregovore, te je rat okončan mirom u Svištovu koji je potpisan 4. kolovoza 1791. godine. Turskom Carstvu vraćen je dio u ratnim operacijama zauzetog teritorija, među kojima Bosanski Novi, Bosanska Dubica i Bosanska Gradiška na hrvatskom graničnom području, te Beograd i još neki dijelovi Srbije i Rumunjske. Granice utvrđene nakon Svištovskog mira važne su za Hrvatsku, jer predstavljaju osnovu na kojoj su formirane današnje granice između Republike Hrvatske i Bosne i Hercegovine.

## Vanjske poveznice
- Habsburška Monarhija ušla u rat kao ruski saveznik s angažiranih 245.000 vojnika
- Posljednji od šest velikih habsburško-turskih ratova  Arhivirana inačica izvorne stranice od 31. listopada 2019. (Wayback Machine)
- Turske teme u hrvatskoj književnosti jače zastupljene tek od posljednjeg habsburško-turskog rata (1788. – 1791.)